# 里亞斯內 (蘇梅州)
50°41′22″N 35°23′29″E / 50.68944°N 35.39139°E
里亞斯內（烏克蘭語：Рясне）是位於烏克蘭東北部的村莊，由蘇梅州蘇梅區的克拉斯諾皮利亞市鎮負責管轄。該村距離斯拉夫霍羅德10公里，始建於1670年，海拔高度183米，2001年人口825。